# Società Sportiva Cosmos

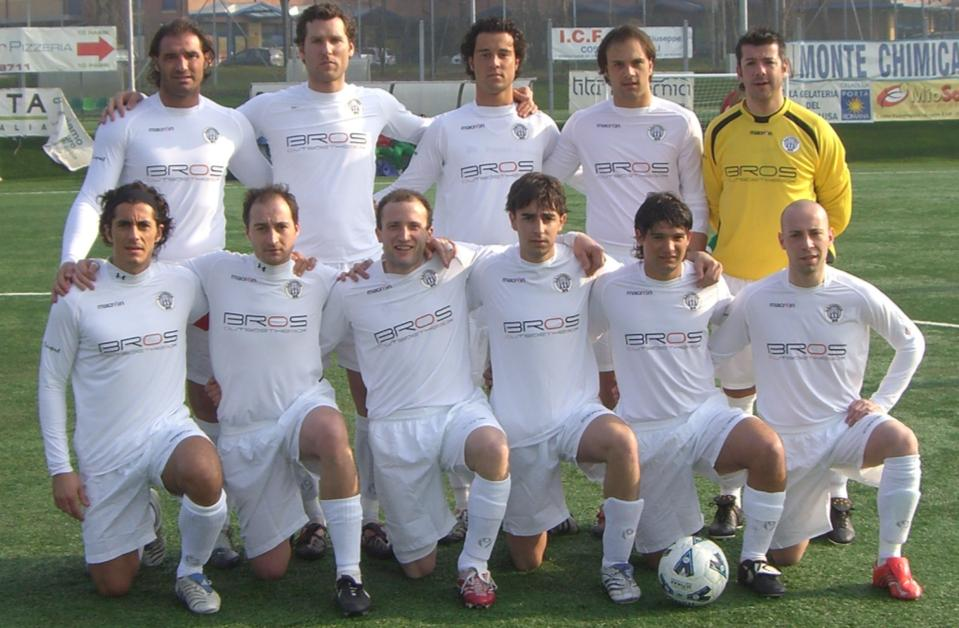
El Cosmos de la temporada 2007/08.

La Società Sportiva Cosmos es un club de fútbol con sede en Serravalle, San Marino. Fue fundado en 1979 y juega en el Campeonato Sanmarinense de fútbol.

## Historia
Fue fundado en el año 1979 en la ciudad de Serravalle y su nombre es en relación con el desaparecido equipo New York Cosmos de los Estados Unidos, y ha sido campeón de Liga en 1 ocasión, 4 títulos de Copa y 3 trofeos Federación.
A nivel internacional ha participado en 2 torneos continentales, el primero de ellos fue en la Copa UEFA de 2001/02, donde fue eliminado en la Ronda Preliminar por el Rapid Viena de Austria.

## Palmarés

### Torneos nacionales
- Campeonato Sanmarinense de fútbol (1): 2000-01
- Copa Titano (4): 1980, 1981, 1995, 1999
- Trofeo Federal de San Marino (3): 1995, 1998, 1999

## Participación en competiciones de la UEFA
| Temporada | Torneo                   | Ronda             | Club            | Casa | Visita | Global |
| --------- | ------------------------ | ----------------- | --------------- | ---- | ------ | ------ |
| 2001–02   | UEFA Cup                 | Clasificatoria    | Rapid Wien      | 0–1  | 0–2    | 0–3    |
| 2023–24   | Europa Conference League | 1° Clasificatoria | Sutjeska Nikšić | 1–1  | 0–1    | 1–2    |